# Toro Rosso STR1
Der Toro Rosso STR1 war der Formel-1-Rennwagen der Scuderia Toro Rosso für die Formel-1-Weltmeisterschaft 2006. Er war das erste Fahrzeug des neu gegründeten Teams; Red Bull hatte Ende 2005 das Minardi-Team übernommen, um es als Juniorteam für Red Bull Racing umzuformen. 

## Technik und Entwicklung
Der STR1 war nur eine geringfügig veränderte Variante des Werksfahrzeuges Red Bull RB1 aus der Vorsaison, dessen eigener Entwurf wiederum bereits 2004 bei Jaguar Racing entstanden war. Ein Team um Chefingenieur Rob Taylor und Chefaerodynamiker Ben Agathangelou überarbeitete den Wagen unter der Regie des technischen Direktors Mark Smith. Zum Fahrzeug des Vorgängerteams Minardi für die Vorsaison, dem Minardi PS05, bestehen keine Ähnlichkeiten. Der Vertrag mit dem Treibstofflieferanten Elf Aquitaine wurde zugunsten von BP nicht erneuert; bei der Bereifung wurden nun die Produkte des französischen Unternehmens Michelin den Bridgestone-Reifen der Vorjahre vorgezogen.
Bei der Motorisierung ergab sich beim STR1 eine Besonderheit: Zur Saison 2006 änderte die FIA das Reglement und schrieb nun V8-Motoren anstelle der bisher verwendeten Zehnzylinder vor. Um den Umstieg für finanzschwächere Teams zu erleichtern, gab es jedoch eine Klausel, die die Weiterverwendung der Vorjahresmotoren mit einem Drehzahlbegrenzer und Luftmengenbegrenzer sowie ohne Herstellerunterstützung bis Saisonende ermöglichte. Toro Rosso nahm als einziges Team diese Regelung in Anspruch und übernahm den Cosworth-TJ2005-Zehnzylinder, der ebenfalls im Red-Bull-Vorjahreswagen RB1 zum Einsatz kam, für den STR1. Der Motor war zwar mit 915 PS deutlich leistungsstärker als die Aggregate der Konkurrenz, wurde jedoch auf 16.700 Umdrehungen pro Minute begrenzt, was diesen Vorteil egalisierte. Entgegen anfänglicher Befürchtungen erwies sich der STR1 gegenüber den anderen Fahrzeugen des Feldes als keineswegs überlegen. Weitere technische Teile wie das Sieben-Gang-Getriebe wurden vom Mutterteam Red Bull Racing bezogen.

## Lackierung und Sponsoring
Der STR1 war in den Farben des Besitzers Red Bull lackiert. Im Gegensatz zum zeitgleich eingesetzten Red Bull RB2 des Werksteams, bei dem ein eher konservatives Design mit klaren Formen gewählt wurde, das sich stark an das Corporate Design anlehnte, wurde der Toro Rosso deutlich künstlerischer gestaltet. Die Grundfarbe des Wagens war ein im Vergleich leicht dunkleres Blau, das durch die Darstellung zweier Bullen in Weinrot auf den Seitenkästen und der Lufthutze ergänzt wurde. Die charakteristische gelbe Fahrzeugnase der Red-Bull-Fahrzeuge war bei Toro Rosso goldfarben.
Als einziger Sponsor fungierte Red Bull.

## Fahrer und Saisonverlauf
Zur Saison 2006 wurden die Verträge der bisherigen (Minardi-)Piloten Patrick Friesacher, Robert Doornbos und Christijan Albers nicht erneuert. Red Bull verpflichtete für Toro Rosso dagegen zwei Fahrer aus dem eigenen Rennsport-Nachwuchsprogramm. Erster Fahrer wurde der Italiener Vitantonio Liuzzi, der mit der Startnummer 20 antrat. Als sein Teamkollege fungierte der US-Amerikaner Scott Speed, der mit der Startnummer 21 als zweiter Fahrer an den Rennen teilnahm. Dritter Fahrer wurde der Schweizer Neel Jani, der auch die Pflichten des Testfahrers wahrnahm.
Die guten Leistungen des praktisch gleichen RB1 in der Saison 2005 im Werksteam konnten mit dem STR1 in der Saison 2006 nicht erreicht werden. Zwar positionierten sich beide Fahrer regelmäßig im hinteren Mittelfeld, konnten jedoch nicht aktiv um Punkte mitkämpfen. Der einzige Erfolg war ein achter Platz durch Liuzzi beim Großen Preis der USA. Der dabei erzielte einzelne Weltmeisterschaftspunkt reichte jedoch aus, um sich gegen die zwei weiteren neuen Teams – Midland F1 und Super Aguri – durchzusetzen und so den 9. Platz in der Konstrukteurswertung zu belegen. Liuzzi wurde 20. in der Fahrerwertung – der punktelos gebliebene Speed belegte direkt dahinter den 21. Rang. Trotz der eher mageren Ergebnisse zeigte sich Teamchef Gerhard Berger mit seinen Fahrern zufrieden.

## Weitere Verwendung der Chassis
Ingo Gerstl nimmt mit einem originalen, privat eingesetzten STR1 an der Hobby-Rennserie BOSS GP teil, in der zahlreiche ehemalige Formel-Fahrzeuge durch Privatfahrer unterhalten und eingesetzt werden.

## Ergebnisse
| Fahrer               | Nr.                  | 1  | 2   | 3   | 4  | 5   | 6   | 7  | 8   | 9  | 10  | 11 | 12 | 13  | 14  | 15 | 16 | 17  | 18 | Punkte | Rang |
| -------------------- | -------------------- | -- | --- | --- | -- | --- | --- | -- | --- | -- | --- | -- | -- | --- | --- | -- | -- | --- | -- | ------ | ---- |
| Formel-1-Saison 2006 | Formel-1-Saison 2006 |    |     |     |    |     |     |    |     |    |     |    |    |     |     |    |    |     |    | 1      | 9.   |
| V. Liuzzi            | 20                   | 11 | 11  | DNF | 14 | DNF | 15* | 10 | 13  | 13 | 8   | 13 | 10 | DNF | DNF | 14 | 10 | 14  | 13 | 1      | 9.   |
| S. Speed             | 21                   | 13 | DNF | 9   | 15 | 11  | DNF | 13 | DNF | 10 | DNF | 10 | 12 | 11  | 13  | 13 | 14 | 18* | 11 | 1      | 9.   |

| Legende  | Legende            | Legende                                                          |
| Farbe    | Abkürzung          | Bedeutung                                                        |
| -------- | ------------------ | ---------------------------------------------------------------- |
| Gold     | –                  | Sieg                                                             |
| Silber   | –                  | 2. Platz                                                         |
| Bronze   | –                  | 3. Platz                                                         |
| Grün     | –                  | Platzierung in den Punkten                                       |
| Blau     | –                  | Klassifiziert außerhalb der Punkteränge                          |
| Violett  | DNF                | Rennen nicht beendet (did not finish)                            |
| Violett  | NC                 | nicht klassifiziert (not classified)                             |
| Rot      | DNQ                | nicht qualifiziert (did not qualify)                             |
| Rot      | DNPQ               | in Vorqualifikation gescheitert (did not pre-qualify)            |
| Schwarz  | DSQ                | disqualifiziert (disqualified)                                   |
| Weiß     | DNS                | nicht am Start (did not start)                                   |
| Weiß     | WD                 | zurückgezogen (withdrawn)                                        |
| Hellblau | PO                 | nur am Training teilgenommen (practiced only)                    |
| Hellblau | TD                 | Freitags-Testfahrer (test driver)                                |
| ohne     | DNP                | nicht am Training teilgenommen (did not practice)                |
| ohne     | INJ                | verletzt oder krank (injured)                                    |
| ohne     | EX                 | ausgeschlossen (excluded)                                        |
| ohne     | DNA                | nicht erschienen (did not arrive)                                |
| ohne     | C                  | Rennen abgesagt (cancelled)                                      |
| ohne     | keine WM-Teilnahme |                                                                  |
| sonstige | P/fett             | Pole-Position                                                    |
| sonstige | 1/2/3/4/5/6/7/8    | Punktplatzierung im Sprint-/Qualifikationsrennen                 |
| sonstige | SR/kursiv          | Schnellste Rennrunde                                             |
| sonstige | *                  | nicht im Ziel, aufgrund der zurückgelegten Distanz aber gewertet |
| sonstige | ()                 | Streichresultate                                                 |
| sonstige | unterstrichen      | Führender in der Gesamtwertung                                   |